# Adrian Lungu
Adrian Lungu (Năvodari, 5 de septiembre de 1960) es un ex–jugador rumano de rugby que se desempeñaba como centro.

## Selección nacional
Fue convocado a los Stejarii por primera vez en abril de 1980 para enfrentar a la Azzurri y disputó su último partido en junio de 1995 ante los Wallabies. En total jugó 76 partidos y marcó tres tries para un total de 12 puntos (un try valía 4 puntos hasta 1992).

### Participaciones en Copas del Mundo
Disputó las Copas del Mundo de Nueva Zelanda 1987 donde Rumania solo venció a Zimbabue, Inglaterra 1991 en la que los Stejarii derrotaron a los Flying Fijians y Lungu le marcó un try a los Canucks. Finalmente se retiró en Sudáfrica 1995 donde los rumanos perdieron todos los partidos.
| Mundial                       | Sede          | Resultado    | PJ | Tries |
| ----------------------------- | ------------- | ------------ | -- | ----- |
| Copa Mundial de Rugby de 1987 | Nueva Zelanda | Primera fase | 3  | 0     |
| Copa Mundial de Rugby de 1991 | Inglaterra    | Primera fase | 3  | 1     |
| Copa Mundial de Rugby de 1995 | Sudáfrica     | Primera fase | 1  | 0     |

## Palmarés
- Campeón del Rugby Europe International Championships de 1980–81 y 1982–83.
- Campeón del Top 14 de 1992–93.
- Campeón de la SuperLiga de 1985–86 y 1990–91.